# Menemerus soldani
Menemerus soldani là một loài nhện trong họ Salticidae.
Loài này thuộc chi Menemerus. Menemerus soldani được Jean Victor Audouin miêu tả năm 1826.